# 富蘭克林公園 (佛羅里達州)
富蘭克林公園（英語：Franklin Park）是位於美國佛羅里達州布勞沃德縣的一個人口普查指定地區。

## 地理
富蘭克林公園的座標為26°08′00″N 80°10′33″W / 26.13333°N 80.17583°W，而該地最高點為海拔高度2米（即7英尺）。

## 人口
根據2010年美國人口普查的數據，富蘭克林公園的面積為0.20平方千米，當中陸地面積為0.20平方千米，而水域面積為0.00平方千米。當地共有人口860人，而人口密度為每平方千米4,300人。